# Placodiscus bancoensis
Placodiscus bancoensis är en kinesträdsväxtart som beskrevs av Aubrev. & Pellegr.. Placodiscus bancoensis ingår i släktet Placodiscus och familjen kinesträdsväxter. Inga underarter finns listade i Catalogue of Life.